# Comté d'Isenberg
Le comté d'Isenberg ou comté d'Isemberg était un comté du Saint-Empire romain germanique. Il était issu d'une partition du comté d'Altena et a été annexée au Limbourg-Isenberg en 1242.

## Comtes d'Isenberg (1191 - 1242)
- Eberhard II d'Altena, comte d'Altena et Isenberg (1180 - 1209)
- Frédéric II d'Isenberg, comte d'Altena et Isenberg (1209 - 1226)
- Thierry I, comte d'Altena et de Limbourg-Isenberg (1226 - 1242)